# Nicola Belmonte
Nicola Belmonte (ur. 15 kwietnia 1987 w Cosenzy) – włoski piłkarz występujący na pozycji obrońcy.

## Kariera piłkarska
Nicola Belmonte jest wychowankiem Bari. Na sezon 2004/2005 został wypożyczony do Melfi, które grało w Serie C2. Potem powrócił do Bari, gdzie grał przez trzy sezony z rzędu w Serie B. W 2008 roku trafił na zasadzie współwłasności do Sieny, gdzie zadebiutował w Serie A. Po zakończeniu sezonu powrócił do Bari, które awansowało do najwyższej włoskiej ligi.
Następnie występował w Udinese Calcio i Catanii. 27 lipca 2015 podpisał kontrakt z Perugią.